# 国民革命军第七十七军
国民革命军第七十七军，西北军系第二十九军演化的一支部队。

## 沿革
1937年9月，从平津地区撤退到河北南部的第二十九军扩编为第五十九军、第六十八军、第七十七军（三个军的番号数字各自相加均为14）。第七十七军由第二十九军的第37师和第132师扩编组成，军长冯治安。
1938年10月秋，组建第33集团军，隶属第五战区，该集团军辖第59军和第77军，总司令张自忠，副总司令李文田，参谋长张克侠。此时，第77军辖：第37师师长张凌云兼，第132师师长王长海，第179师师长吉星文。
1939年撤销旅级建制：
- 军长：冯治安兼
- 副军长：张凌云
- 第37师师长：吉星文，参谋长：李宝山
  - 第109团团长：
  - 第110团团长：孙儒鑫
  - 第111团团长：
- 第132师师长：王长海
  - 第394团团长：朱本山
  - 第395团团长：任廷才
  - 第396团团长：
- 第179师师长：何基灃，副师长：吴振声，参谋长：徐廷瑞
  - 第535团团长：刘庭勋
  - 第536团团长：张仁珍
  - 第537团团长：过家芳

1946年国共内战爆发前，军长何基沣被升任第三绥区副司令长官，失去了兵权。第132师师长王长海接任军长，副师长过家芳升任第132师师长。不久，该军改为“整编第77师”，辖整编第132旅，下辖第394团和第395团，官兵6500人，担任徐州东北韩庄、贾汪地区守备任务。
1948年9月，恢复军、师建制，驻韩庄和临城：
- 军长王长海
- 副军长许长林
- 参谋长李延昭
- 第37师：师长李宝善 副师长孙儒鑫，参谋长杨国桢
  - 第109团团长程立志
- 第110团团长田雨村
  - 第111团：团长张兆英（地下党）。驻临城镇，
- 第132师：师长过家芳少将（地下党），副师长孙铭泉（孙长坡）少将、张照甫，参谋长陈廼昌上校。驻徐州城区。1948年9月30日奉命调往徐州北面的贾汪、青山泉、柳泉一带。
  - 第394团：团长王仲元（王长海的内弟），副团长邓云鹤。驻柳泉军部附近。
  - 第395团：团长马秉正（地下党），副团长钱鸿钧，驻房上及其西。
  - 第396团：1948年1月，从整编第57师调一个团编为整132旅第396团。团长王刚，副团长贾宗周。驻微山湖边与柳泉之间。

1948年11月8日，该军一个半师参加了贾汪起义。时任军长王长海反对起义，由于养病让副军长许长林代理。许长林起义时临阵退缩。最后，只有第132师师部和下属第395团全团、第394团第一营、第396团一部，以及37师第111团全团，共约6000人参加了起义。11月9日，过家芳率第132师到峄县以北集结，李连城率第37师第111团北上峄县。
军长王长海最后仅收容5000余人。军长王长海和副军长许长林带领下，于1948年11月8日逃退到徐州北部的不牢河南岸，第二天，接到徐州剿总命令，调往徐州南部的二堡待命，后划归孙元良的第十六兵团。12月6日，该部被华东野战军歼灭，军长王长海、副军长许长林、第37师师长李宝善和副师长孙儒鑫逃脱。
1949年1月10日，淮海战役结束，第五十九军、第七十七军奉命开赴灵璧整训。第七十七军起义部队缩编为第132师辖3个团。1949年2月，第七十七军起义部队缩编为3个团，在来安与江淮军区前指及第34旅、独立旅合编为中国人民解放军第三十四军，共1.6万余人，隶属第三野战军第八兵团：
- 军长何基沣
- 政治委员赵启民
- 第一副军长饶子健
- 第二副军长过家芳
- 副政治委员吴宪
- 参谋长张秀龙
- 政治部主任王德贵
- 第100师：1949年7月该师调归第三十三军。1950年6月，第100师师部与淞沪警备司令部高射炮指挥所合并改编为上海城防高炮第3师，其所属部队拨归空军。1951年1月，以高炮第3师机关及直属队和华东高炮第12团为基础，补充其他单位和部队组建炮兵第63师。
  - 师长：孙铭泉（原第132师少将副师长）
  - 政治委员：王学武
  - 第一副师长：张兆英（原第111团团长）
  - 第二副师长兼参谋长：柯邦坤（原鲁中南纵队第46师第137团团长）
  - 副政治委员杨斯德
  - 政治部主任：李云龙
  - 第298团：起义后编成的第132师394团（由第37师111团与第132师第394团合编）
  - 第299团：江淮军区第34旅第101团。1950年6月于南京改编为空军第4混成旅轰炸第12团，沿革为轰炸航空兵某部。
  - 第300团：1949年8月华东军区后备兵团第2师第7团划归该师改编。沿革为武警淮阴市支队。
- 第101师：江淮军区独立旅改编。
  - 师长：叶道友
  - 政治委员：杨汉林
  - 副师长：马秉迈
  - 政治部主任任：王荣森
  - 第301团：原为第132师第395团。1950年1月改为第二十八军第84师第251团。
  - 第302团：江淮军区独立旅第1团改编。
  - 第303团：江淮军区独立旅第2团改编。
- 第102师：江淮军区第34旅改编。
  - 师长：李木生
  - 政治委员：廖成美
  - 副师长：陈传家
  - 参谋长：陈克天
  - 政治部主任：郑从改
  - 第304团：原为第132师396团。1950年调归华东军区空军。
  - 第305团：原为江淮军区第34旅第100团
  - 第306团：原为江淮军区第34旅第102团